# Burg Hohenscheid (Solingen)
Die Burg Hohenscheid, auch Haus Hohenscheid genannt, steht im Bergischen Land etwa 100 Meter oberhalb der Wupper im Süden der nordrhein-westfälischen Stadt Solingen. Sie geht auf eine hochmittelalterliche Höhenburg zurück, die der Stammsitz der niederadeligen Familie von Hunscheid war.

## Geschichte

### Bis zum 16. Jahrhundert
Die erste Erwähnung eines Ritters Hermann von Hohenscheid stammt aus dem Jahr 1238. Er und sein Bruder Theodor wurden auch noch Mitte des 13. Jahrhunderts in Urkunden aufgeführt und nannten sich nach dem gleichnamigen Adelssitz. 1241 fand Beatrix von Hunscheid in einer Schenkungsurkunde Erwähnung. Für das 15. Jahrhundert ist Luther von Wrede genannt Honscheidt als Besitzer überliefert.
Im Jahr 1551 war Haus Hohenscheid Besitz der Herren von Bornhausen. Danach folgten zahlreiche Besitzerwechsel. So waren unter anderem die Familien von Quadt, Schenk von Nideggen und von Ketteler Herren der Anlage.
Im Jahr 1579 erwarben Johann von Ketteler und seine Frau Agnes, eine geborene Schenk von Nideggen, das Burghaus von Johann von Quadt und seiner Frau Gertrude Deutz. Doch schon 1589 diente Hohenscheid nicht mehr als Adelssitz, sondern wurde von Pächtern bewirtschaftet. Für jenes Jahr ist überliefert, dass Agnes und ihr Sohn Wilhelm von Ketteler den Besitz dem Halfmann Johann Lipp verpachteten.

### 17. bis 19. Jahrhundert
Der Freiherr Johann von und zu Gysenberg erhielt die Anlage im Jahr 1632 als Erbschaft und überließ einen Teil davon der Familie von Westerholt. 1741 war der Besitz jedoch wieder in einer Hand vereint. In jenem Jahr gehörte die Burg Hohenscheid Josef Clemens August von und zu Westerholt-Gysenberg. Anschließend folgten wieder mehrere schnell aufeinanderfolgende Besitzerwechsel, ehe die Anlage 1793 von dem Solinger Kaufmann Peter Knecht zum Preis von 11.500 Reichstalern erworben wurde.
Nachdem der Solinger Landwirt Artur Hammesfahr das Haus Hohenscheid im Jahr 1852 gekauft hatte, ließ er die Anlage im damals herrschenden Zeitgeist der Romantik historistisch umgestalten und ausbauen. Es entstand ein Burghaus samt wuchtigem Eckturm (oft als Bergfried bezeichnet) mit neoromanischem Aussehen.

### Ab dem 20. Jahrhundert
Um das Jahr 1940 beherbergte das Gebäude eine Gaststätte mit Dachterrasse. Im Sommer 1955 diente die Anlage – ebenso wie das nahe gelegene Schloss Burg – dem Regisseur Herbert B. Fredersdorf als Kulisse für den Märchenfilm Der gestiefelte Kater.
1961 erfolgte ein großzügiger Um- und moderner Ausbau, um das Gebäude anschließend für einen Luxus-Hotelbetrieb zu nutzen. Zu den Gästen des Hotels gehörte zum Beispiel 1972 Paul McCartney mit seiner Frau Linda und ihren drei Kindern im Rahmen der Europatour seiner Band Wings. 1973 übernachteten die Rolling Stones im Burghotel während ihrer drei Auftritte in der Essener Grugahalle. Für die Zeit der Fußball-Weltmeisterschaft 1974 hatte der schottische Fußballverband dort Zimmer gebucht, nutzte sie aber nicht, da die Mannschaft vorher aus dem Turnier ausgeschieden war. Ebenfalls 1974 übernachtete Kammersänger René Kollo dort.
Das Hotel stellte im Januar 1975 den Betrieb ein. Anschließend nutzte die Stadt Solingen das Gebäude in den 1980er Jahren als Flüchtlingsunterkunft. Nachdem diese Nutzung eingestellt worden war, verfiel das Gebäude allmählich. Im Juli 1986 ersteigerte es die Lübecker Hypothekenbank, ehe das Ehepaar Wolfgang und Anni Hausmann aus Wipperfürth das Anwesen 1987 in sehr schlechtem Zustand übernahm.

### Heutige Nutzung

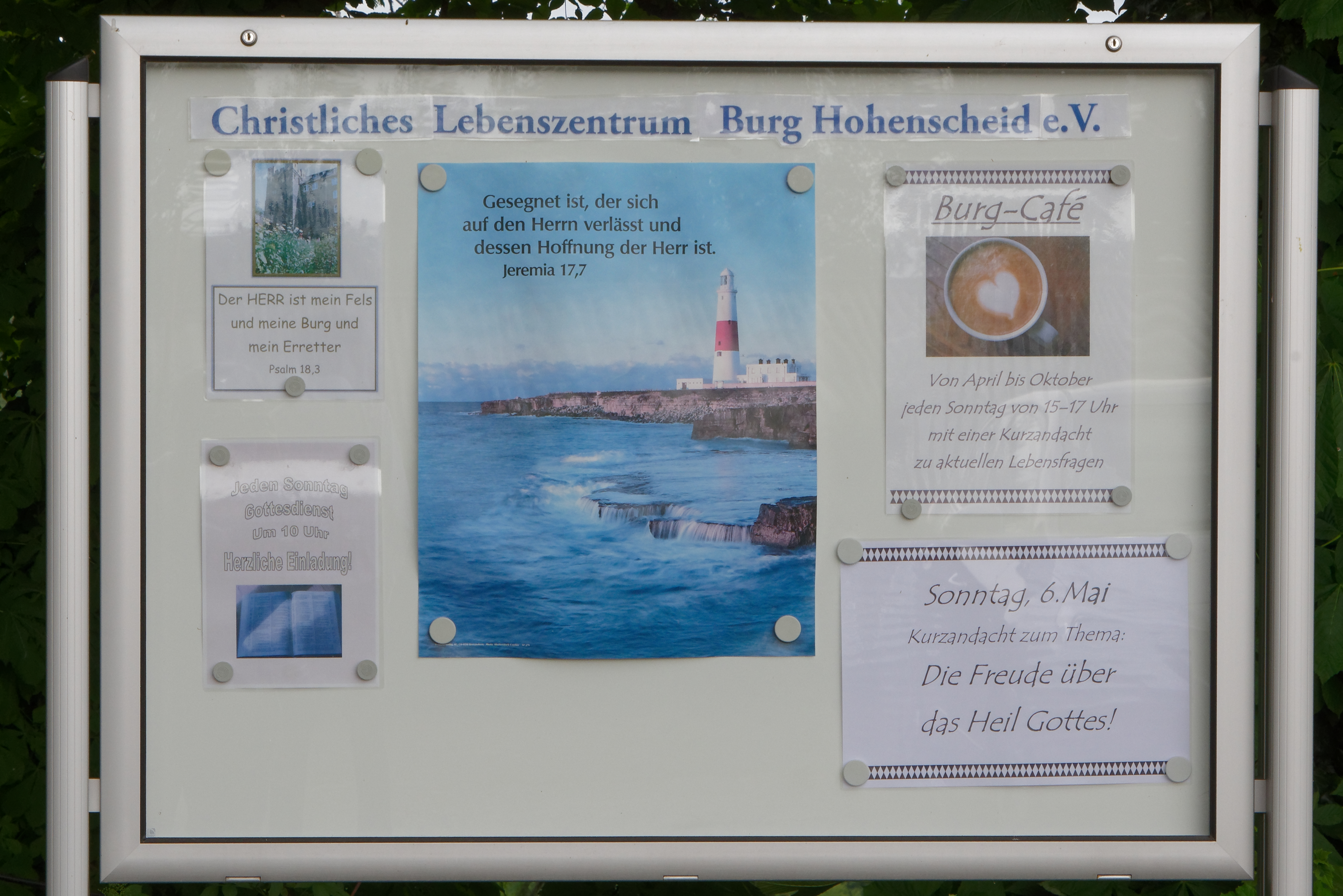
Christliches Lebenszentrum e. V.

Gemeinsam mit Freunden konnte das Paar das Gebäude in den folgenden Jahren wieder instand setzen und ausbauen. Die beiden gründeten den Verein „Christliches Lebenszentrum Burg Hohenscheid“ und übertrugen ihm später die Eigentumsrechte an der Anlage. Sie legten damit den Grundstein für deren heutige Nutzung als christliche Wohn- und Lebensgemeinschaft. Dort finden regelmäßig Andachten statt. In Verbindung mit einer Kurzandacht am Sonntag ist von April bis Oktober am Nachmittag zudem ein Café geöffnet. Darüber hinaus ist das Gebäude der Öffentlichkeit nicht zugänglich.

## Beschreibung
Die Burg steht auf einer Anhöhe über dem Tal der Wupper westlich der drei Hofschaften I., II. und III. Balkhausen im Solinger Stadtteil Höhscheid, nahe dem Landschaftsschutzgebiet Wupperschleife Bielsteiner Kotten. Das heutige Gebäude ist im Kern wohl mittelalterlich, wurde aber in den 1960er Jahren durchgreifend umgebaut und erweitert, sodass sich dessen Volumen mehr als verdreifachte. Die neuere Bausubstanz ist deutlich von den älteren Teilen zu unterscheiden.

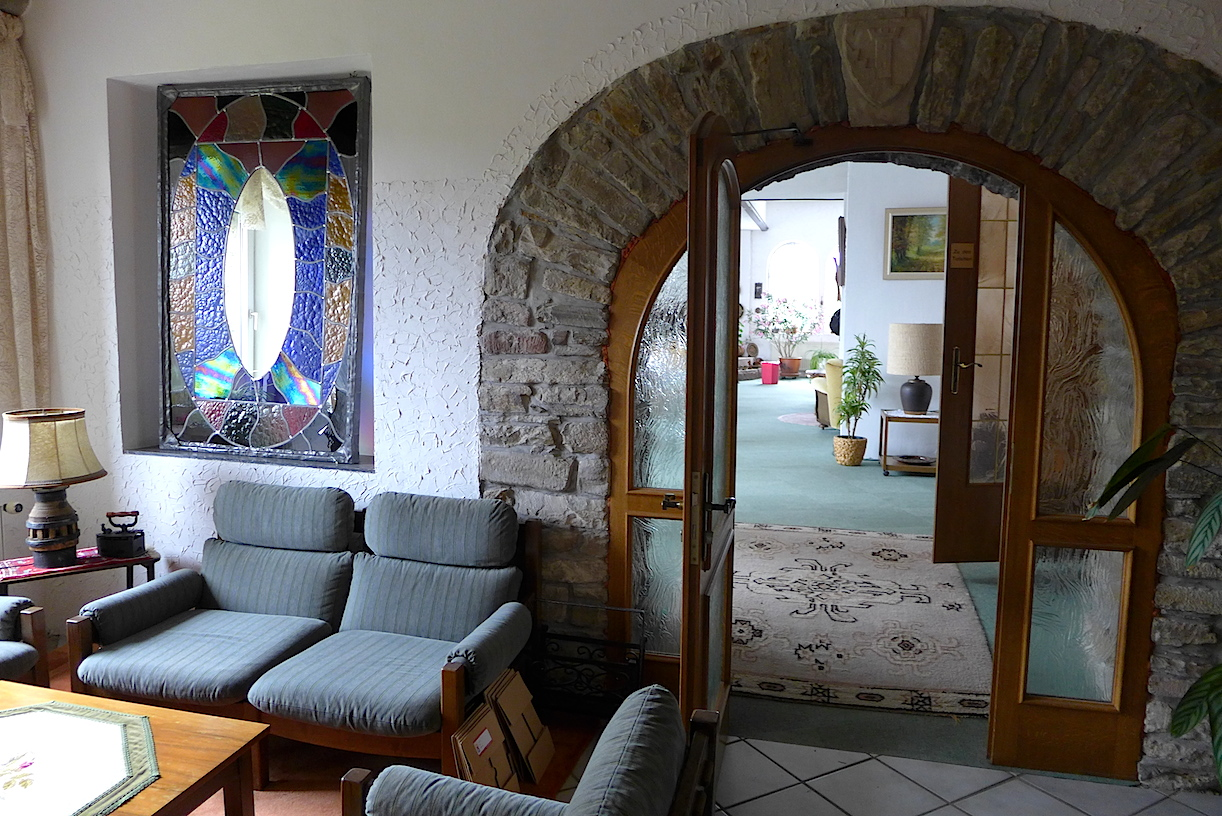
Innenansicht

Das ursprüngliche Burghaus besitzt drei Geschosse aus Bruchsteinmauerwerk auf einem rechteckigen Grundriss und einen vierbogigen Rundbogenfries im Stil der Neoromanik über dem Eingang. Seine nordöstliche Ecke ist durch einen monumentalen Turm markiert, dessen fünf Geschosse sich über einem quadratischen Grundriss erheben. Im ersten Obergeschoss ist noch der ursprüngliche Hocheingang erhalten, über dem sich ein Wehrerker befindet. Auf der Wehrplattform erheben sich zinnenartige Eckbauten, die es vor der Umgestaltung auch auf dem Dach des Burghauses gegeben hat. Dieses wurde bei dem Umbau zum Hotel zu einem großen fünfachsigen Wohnhaus mit vier Geschossen erweitert und bestimmt maßgeblich die heutige Erscheinungsform der Anlage. Die ehemals hell verputzten Fassaden an der Süd- und Westseite sind mittlerweile mit Schieferplatten verkleidet.
Die Innenräume sind vollständig modern überformt worden.